# サイモン・B・バックナー・ジュニア
サイモン・ボリバー・バックナー・ジュニア（英: Simon Bolivar Buckner, Jr.、1886年7月18日 - 1945年6月18日）は、アメリカ合衆国の陸軍軍人。生前の最終階級は中将。没後の1954年7月19日に連邦議会の特別立法により大将を追贈された。
太平洋戦争末期の沖縄戦において連合軍最高指揮官たる中将として従軍・戦死。第二次世界大戦中のアメリカ軍において、敵軍の攻撃によって戦死した最高位の階級を持つ軍人である。

## 経歴

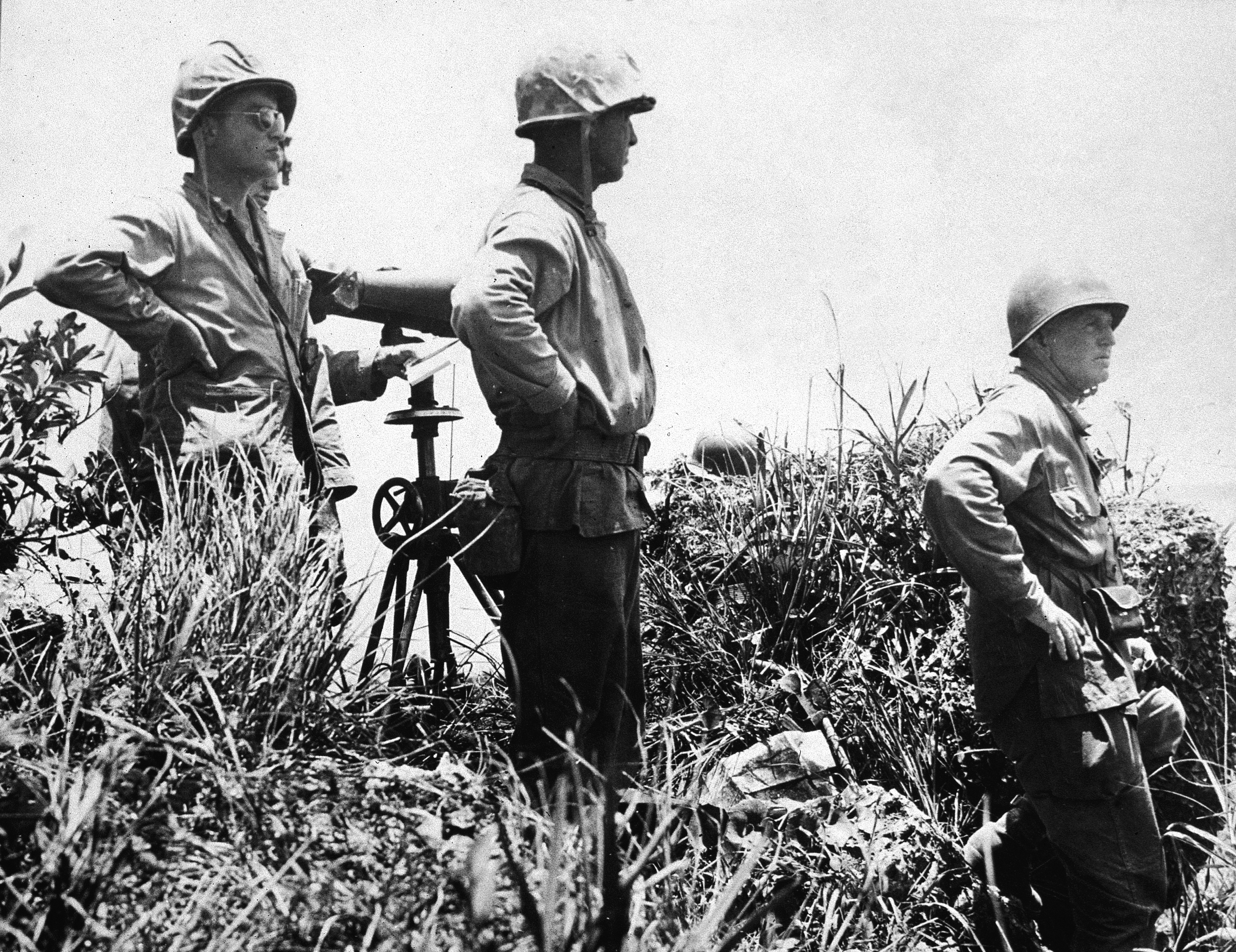
バックナー中将（右端）が戦死する直前に撮影された写真。海兵第8連隊第3大隊（3/8）を訪れた彼は、この場所で日本軍からの砲撃を受けた。

1886年、ケンタッキー州にて南北戦争時の南軍の将軍であったサイモン・B・バックナーの息子として生まれる。父は彼の誕生の翌年から1891年までケンタッキー州知事を務めた。幼少時はマンフォードビル近くのケンタッキー州西部の農村地帯で育ち、セオドア・ルーズベルト大統領の推薦によってウエストポイントに入学。優秀な成績で卒業後、米比戦争に従軍し第一次世界大戦時には少佐として勤務していた。戦間期にはウエストポイントに戻って教官、役員を務めた。
こうした後方勤務の時期を経て、第二次世界大戦（太平洋戦争）が勃発すると、アラスカ軍司令官としてアリューシャン戦線に従軍、前線に復帰し准将に昇進した。1943年にはダッチハーバー、アッツ島、キスカ島での戦いの功績から少将に昇進。1944年7月には陸軍と海兵隊の混成部隊である第10軍の編成のためハワイに転任した。時期は不明ながら、このころ中将に昇進している。当初第10軍の任務は台湾への侵攻であったが、どういう理由によるものかこの命令は取り消され、バックナーは沖縄侵攻の準備をするよう命じられた。それまでアッツ島の戦いを除き太平洋戦線での主要な戦闘に参加していなかった彼が沖縄戦の指揮を執ることになった背景には、上陸作戦のエキスパートであるホーランド・スミス海兵中将がその激しい性格によって太平洋戦域最高司令官であるチェスター・ニミッツ元帥はじめとする軍上層部に嫌われていたという事情が存在する(スミスは硫黄島の戦いの苦戦の責任をとらされる形で事実上更迭された)。

## 沖縄戦

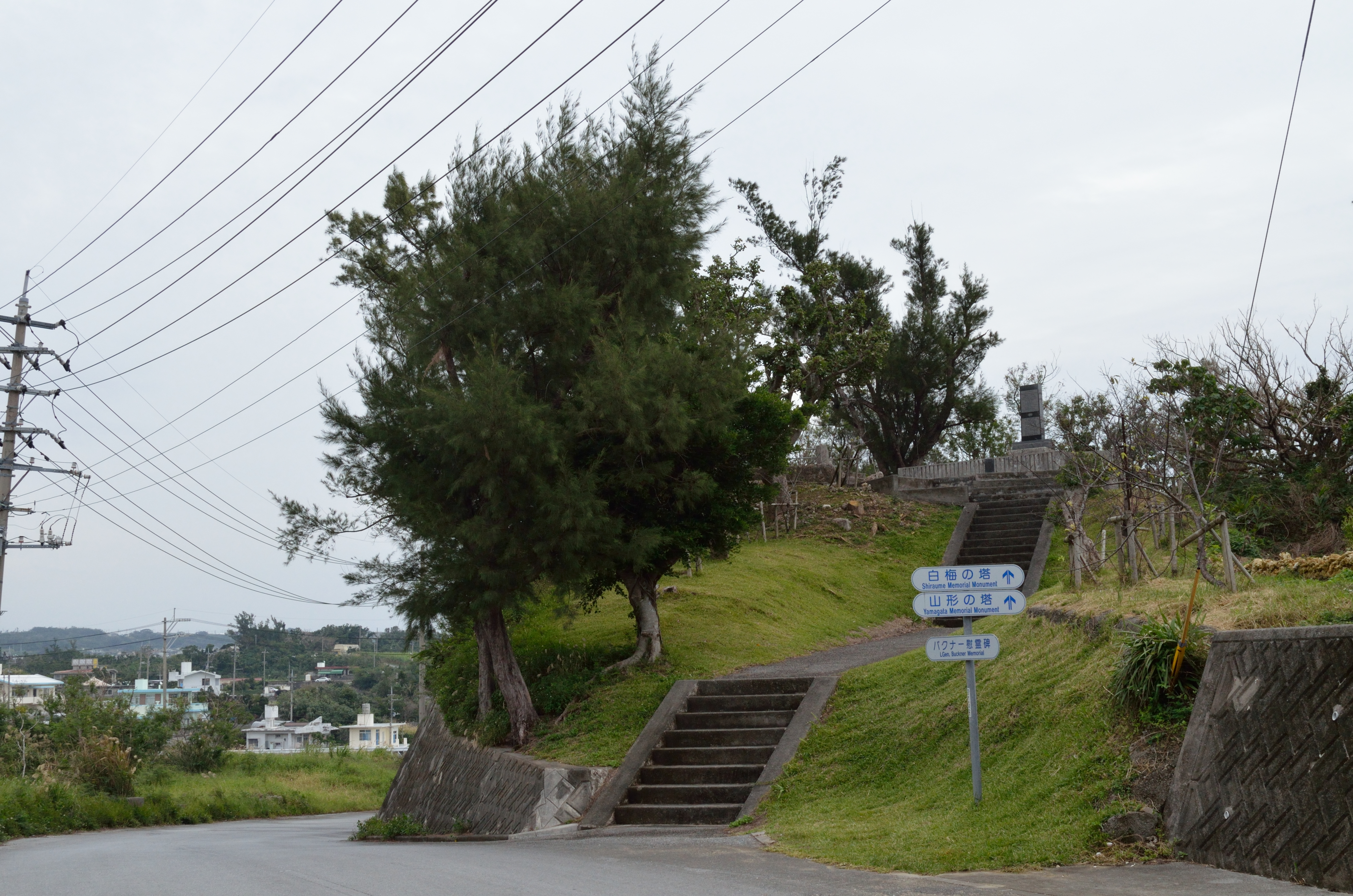
バックナーが砲撃を受けた高台
（糸満市真栄里、）

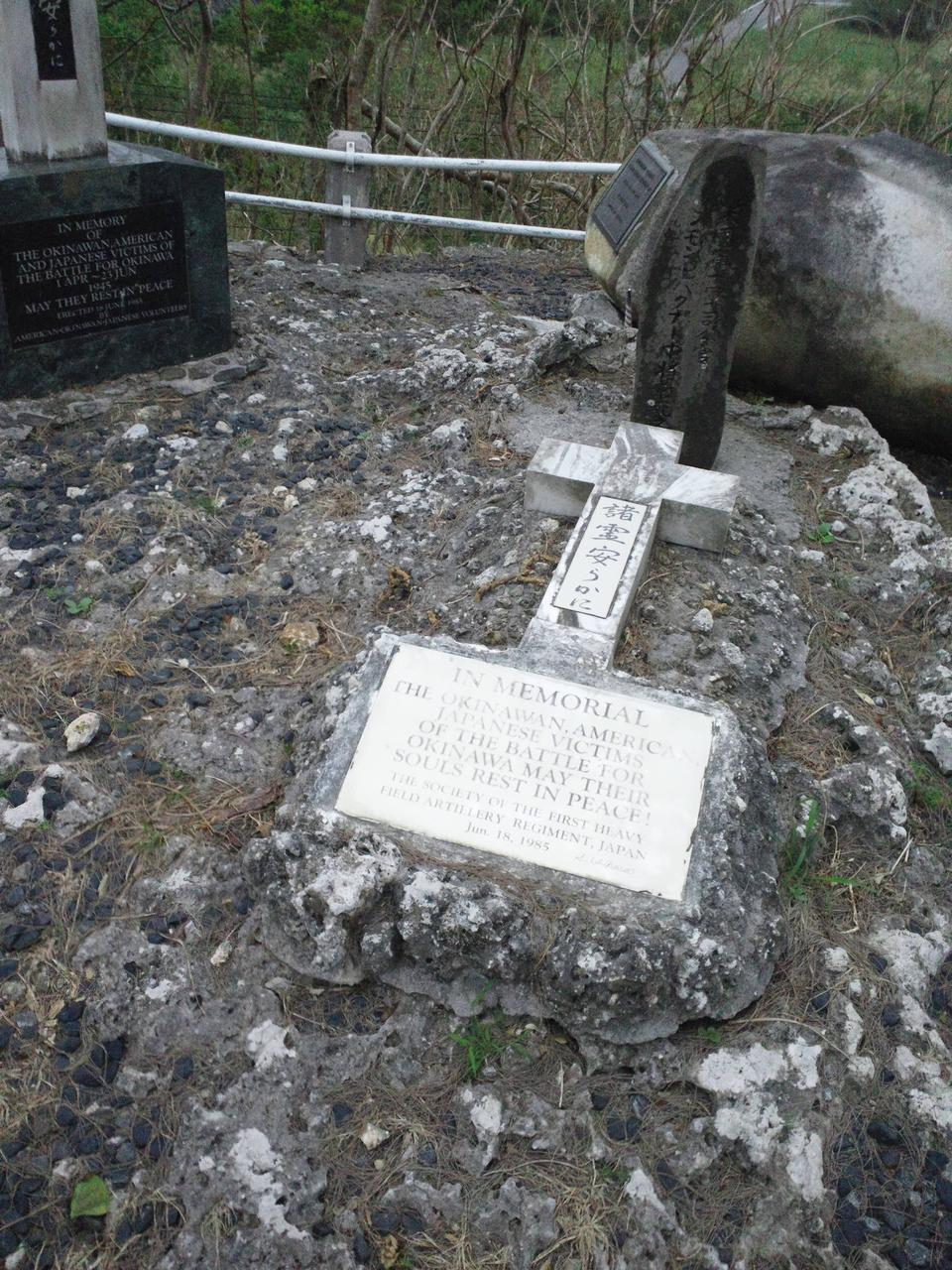
沖縄県糸満市の高台にあるバックナー慰霊碑

1945年、バックナーは沖縄方面連合軍最高指揮官たる第10軍司令官としてアイスバーグ作戦を指揮。海空からの事前攻撃および、3月26日の慶良間諸島上陸を経て、4月1日に陸軍2個師団および海兵隊2個師団からなる第10軍主力部隊は沖縄本島中西部に上陸。以降、2ヶ月以上に渡り第10軍は日本陸軍第32軍（司令官・牛島満中将）を基幹とする日本軍沖縄守備部隊と激烈な戦闘を展開した。
日本軍司令部がある首里を目標に、沖縄守備部隊主力が展開する沖縄本島中南部へ侵攻する第10軍だったが、中南部に広がる丘陵地に地下陣地を築いて要塞化していた日本軍の徹底抗戦を前にジリジリと進むことしか出来ず、少なくない損害を被り続けた。そのため敵正面から攻撃するという「正攻法」のみを用いて、海軍や海兵隊が提案した「日本軍の防衛線背後への再上陸案」を採用しなかったバックナーに対し批判の声もあがった。2年前にアリューシャン戦線を圧倒的物量を背景に正攻法で制したバックナーは沖縄戦でもそれを貫く意向で、新たな上陸作戦で第二戦線を構築すれば、補給システムが崩壊しかねないと考えていた。ジェームズ・フォレスタル海軍長官やニミッツは陸・海軍の対立を懸念し、バックナーを擁護した。
5月末に首里が陥落するも、日本軍司令部は首里を脱出して沖縄本島最南部の喜屋武半島に立て籠もることで新たな防衛線を築き、追撃する第10軍との戦いは継続された。南西太平洋方面最高司令官のダグラス・マッカーサー元帥は「沖縄を日本侵攻の基地として使用できるようにするという目的は達しており、沖縄南部に撤退した日本軍はもはや封じ込めておけば充分であったのに、強引に攻め続けて損害を増やした」とバックナーを批判した。

### 最期
1945年6月18日、バックナーは指揮下の第8海兵連隊を喜屋武半島にある高嶺村真栄里 (現在の糸満市) の高台において、前線視察中に戦死した。前線に向かう途中で第6海兵師団第22海兵連隊連隊長のハロルド・C・ロバーツ大佐が、「第96歩兵師団の前面の高台の日本軍陣地からかなりの銃弾が飛んできますので、これより前線へは行かないほうがいい」と忠告したが、バックナーはその忠告を聞き入れず更に前進した。その忠告をしたロバーツもバックナーが戦死する1時間前に日本軍の狙撃で戦死している。
バックナーは日本陸軍に識別されており、バックナーが前線視察に訪れると日本軍の砲火が激しくなったため将兵には歓迎されていなかったという。最期となった6月18日の視察時においては、ヘルメットのマーキング（階級章）から高級指揮官であることを識別・狙撃されることを警戒したクラレンス・R・ウォレス大佐、ハリー・M・サルキシャンら部下の進言により途中で一般兵士用の無地のヘルメットに交換したが、すでに日本陸軍の現地砲兵部隊はバックナーを識別しており、重榴弾砲による砲撃が開始され砲弾はバックナーの立っている付近に集中した。
この戦死状況については「『Dual-purpose gun』（両用砲）の砲弾がバックナーの居た観測所の真上で炸裂、えぐられた石灰岩の破片が胸部に当たり10分後に絶命」が、アメリカ陸軍公式戦史における記述であり、バックナーを戦死させた砲弾の口径等の詳細は明らかになっていない。アメリカ軍海兵隊の公式戦史では「彼がこの位置に立ってから間もなくして、日本軍の47 mmの砲弾が岩に当たった。さらに5発が着弾し、最初の砲弾の破片か、爆発によって吹き飛ばされた石灰岩の欠片が、バックナーの胸に当たりこの傷で死亡した」と記述されており、一式機動四十七粍速射砲による砲撃とされている。死亡時の状況としては、砲弾もしくは石灰岩の破片を受けて倒れたバックナーを、補佐官ハバード達が自ら負傷しながらも、ほかの将兵の手助けを受けながら物陰に運び、その場にいた衛生兵に加えて3分後に駆け付けた軍医が輸血をしたが、出血が激しくて輸血の甲斐なく10分後に死亡したとされている。6発も着弾しながらも、バックナーの付近にいたハバードら2名の負傷の程度が軽かったことからも、小口径の砲弾との見做されて、アメリカの資料では海兵隊の記録と同様に47 mmとされていることも多い。
日本側では、2002年に野戦重砲兵第1連隊第2大隊の元中隊長が長年の沈黙を破り、自分の指揮による九六式十五糎榴弾砲の砲撃だったと証言している。他方、日本側には東京都出身の「小野一等兵」が小銃で狙撃したという証言もあるが、厚生省によると該当する兵士の存在は確認されていない。
バックナー中将の戦死が報告された後、駆り立てられた復讐心は米軍による無差別殺戮を誘発し、3日間で連続して計60名の民間人が海兵隊によって射殺される事件が起こった。戦死後、第10軍は第3水陸両用軍団長のロイ・S・ガイガー海兵中将（少将より昇進）が代理として指揮権を代行、23日にはジョセフ・W・スティルウェル大将が後任司令官となっている。同23日に日本陸軍第32軍司令官牛島満中将と参謀長長勇中将が自決し、沖縄における日本軍の組織的な戦闘は終了した。
バックナーの遺体は沖縄に埋葬されたが、戦後、故郷ケンタッキー州のフランクフォート墓地に改葬された。1954年にはその功績が認められ大将を追贈された。1985年には日本軍関係者などの手により戦死地に慰霊碑が建立された。

## バックナーの名を冠した施設など
沖縄県
- フォート・バックナー。沖縄県の米海兵隊キャンプ瑞慶覧 (キャンプ・フォスター) 内の南側に位置する米陸軍のフォート・バックナー（英語版）通信基地 (バックナー地区)。第53通信大隊が駐屯し、衛星通信用アンテナとして球体のレドームが設置されている
- キャンプ・バックナー。普天間飛行場を除いた在沖米軍基地の総称「キャンプ・バトラー」は、以前は「キャンプ・バックナー」と呼ばれていた。陸軍部隊の大半が沖縄を去り、駐留軍の主体が海兵隊となったことにより、海兵隊員のスメドリー・バトラー（英語版）少将の名が付けられた。
- バックナー・ベイ。中城湾は1940年代、アメリカ軍人によってバックナー・ベイと名付けられた。公式文書においても、その年代の中城湾に関してはこの名前で言及される[13]。
- バックナー・ビル (またはバックナー・ビレッジ)。1970年頃まで南城市佐敷津波古交差点付近は通称バックナービルと呼ばれており、現・津波古入り口バス停の名称ともなっていた。佐敷の丘陵地帯一帯(現馬天小学校)が米軍将校の高級住宅街地となっていた[14][15]。
- バックナー中将戦死之跡。バックナーが戦死した糸満市真栄里の高台にあり、1952年に米軍によって記念碑が建立された。沖縄の施政権移行に伴い、1972年5月14日、三和NDB施設と共に土地の返還がなされ、1974年には記念碑がキャンプ瑞慶覧内に移設されたため、1975年6月に沖縄県慰霊奉賛会によって現在の碑が建立された[16]。

アメリカ
- アメリカ海軍のアドミラル・W・S・ベンソン級（英語版）兵員輸送艦アドミラル・E・W・エバリー（英語版）は、陸軍に移管されるにあたってジェネラル・サイモン・B・バックナーと改称された。
- アラスカ州アンカレッジのフォート・リチャードソン（英語版）基地のバックナー体育館。
- アラスカ州ウィッティア（英語版）のバックナー・ビル。
- ウェストポイント陸軍士官学校のキャンプ・バックナー。
- カンザス州レブンワースのフォート・レブンワース基地にあるバックナー・アヴェニュー。
- ハワイ州ホノルルに存在する、アメリカ太平洋陸軍司令部フォート・シャフター（英語版）基地のバックナー門（Buckner Gate）[17]。